# BattleGroup
BattleGroup est un jeu vidéo de type wargame créé par Gary Grigsby et publié par Strategic Simulations en 1986 sur Apple II et Commodore 64. Le jeu fait suite à  Kampfgruppe dont il reprend le système de combats tactiques en le transposant sur un autre théâtre d’opération de la Seconde Guerre mondiale, le front de l’Ouest, où l’Allemagne affronte les États-Unis et le Royaume-Uni. Le joueur y affronte un autre joueur ou l'ordinateur sur une carte générée aléatoirement, dans un des quatre scénarios prédéfinis du jeu ou dans des scénarios personnalisés. Le jeu utilise le même système de jeu que son prédécesseur et les principales différences entre les deux jeux dérivent de la différence de lieu et des nations impliquées. Le jeu inclus ainsi de nouvelles unités qui correspondent aux forces américaines et anglaises de l’époque. Il n’intègre en revanche pas certaines améliorations incluse dans la première suite de Kampfgruppe, Mech Brigade, comme la possibilité de tirer des obus fumigène ou un meilleur système de gestion du moral des troupes. Il se déroule au tour par tour, chaque tour étant composé de deux phases distinctes : une phase d'ordre puis une phase lors de laquelle l'ordinateur les exécutés. À la fin de chaque tour, des points sont attribués aux joueurs en fonction de leur réussite. Ces points permettent de déterminer le vainqueur à l’issue du dernier tour de jeu.
À sa sortie, BattleGroup est plutôt bien accueilli par le journaliste du magazine Computer Gaming World qui note qu’il bénéficie du système de jeu, quasiment dépourvu de défaut, de Kampfgruppe, qu’il considère comme l’un des wargames les plus populaires de l’époque. Il regrette en revanche qu’il soit bien plus proche de son prédécesseur que Mech Brigade, même s’il conclut qu’il devrait tout de même plaire aux fans de wargame sur ce thème. BattleGroup est également salué par le magazine Jeux et Stratégie qui juge que, s’il n’est pas à la portée de tout le monde, il fera craquer les fans de wargames qui ne sont pas près de s’en détourner.

## Trame
BattleGroup se déroule sur le front de l’Ouest de la Seconde Guerre mondiale et retrace quatre affrontements historiques, dans lesquels l’Allemagne affronte les États-Unis et le Royaume-Uni, par l’intermédiaire de quatre scénarios prédéfinis. Le premier simule le premier affrontement à grande échelle entre allemands et américains, la bataille de Kasserine, en Tunisie en février 1943. Le second se déroule à Salerne en Sicile, lors de l’opération Avalanche, et retrace la tentative allemande de repousser les américains de leur tête de pont. Le troisième simule l’opération Goodwood lors de laquelle les Anglais tentent de percer les lignes allemandes près de Caen en juillet 1944. Enfin, le dernier retrace un percée anglaise dans les lignes ennemies lors de la bataille des Ardennes.

## Système de jeu
BattleGroup  est un wargame qui simule des combats tactiques dans lesquels l’Allemagne affronte les États-Unis et le Royaume-Uni sur le front de l’Ouest de la Seconde Guerre mondiale,. Le jeu peut opposer deux joueurs ou un joueur et l’ordinateur, qui peut contrôler aussi bien les Alliés que les Allemands, à des niveaux de difficultés variables, avec ou sans handicap et dans des scénarios prédéfinis ou personnalisés. En plus de quatre scénarios prédéfinis, le jeu permet en effet de générés aléatoirement de nouvelles cartes en fonction de paramètres définis par le joueur, comme la densité des forêts ou le nombre de rivières. Le jeu utilise le même système de jeu que  Kampfgruppe et les principales différences entre leurs mécanismes de jeu dérivent de la différence de lieu et des nations impliquées. Le jeu inclus ainsi de nouvelles unités qui correspondent aux forces américaines et anglaises de l’époque. Il n’intègre en revanche pas certaines améliorations incluse dans la première suite de Kampfgruppe, Mech Brigade. Il n’est ainsi pas possible de tirer des obus fumigènes, pour couvrir une avancée, et son système de gestion du moral reste identique à celui du jeu original. Comme ses prédécesseurs, le jeu se déroule au tour par tour, chaque tour étant composé de deux phases distinctes. Dans la première, les joueurs donnent des ordres à leurs unités puis, dans la deuxième, l’ordinateur exécute ces ordres un par un en alternant entre chaque joueur. À la fin de chaque tour, des points sont attribués aux joueurs en fonction de leur réussite. Ces points permettent de déterminer le vainqueur à l’issue du dernier tour de jeu.

## Développement et publication
Battlegroup est développé par Gary Grigsby qui s’appuie pour cela sur le moteur de jeu d’un de ses précédents wargames,  Kampfgruppe, déjà réutilisé dans  Mech Brigade. Il est publié par Strategic Simulations au printemps 1986 sur Apple II et Commodore 64. Une version Atari 8-bit est initialement envisagée, mais celle-ci est finalement abandonnée,.

## Accueil
| BattleGroup           |      |       |
| Média                 | Nat. | Notes |
| Computer Gaming World | US   | 2.5/5 |
| Jeux et Stratégie     | FR   | 4/5   |
| Tilt                  | FR   | 5/6   |

Après sa sortie en 1986, BattleGroup fait l’objet d’une critique plutôt positive du journaliste Jay Selover dans Computer Gaming World. Celui-ci juge en effet qu’il bénéficie du système de jeu « quasiment dépourvu de défaut » de  Kampfgruppe, l’un des wargames les plus populaires de l’époque, et que s’il est plus proche de ce dernier que son prédécesseur, Mech Brigade, les unités des forces américaines et anglaises sont suffisamment différentes de celles des russes pour justifier l’achat du jeu. Il salue également la conception des quatre scénarios prédéfinis proposés qui offrent d’après lui des situations stratégiques « très intéressantes » grâce à des cartes moins génériques que celles générées aléatoirement. Il regrette par contre que BattleGroup n’intègre pas certaines améliorations introduite dans Mech Brigade, dont notamment la possibilité de tirer des obus fumigènes et un meilleur système de gestion du moral, mais conclut néanmoins que le jeu devrait plaire aux fans de wargames sur ce thème. BattleGroup est également salué par le magazine Jeux et Stratégie qui juge que, s’il n’est pas à la portée de tout le monde, il fera craquer les fans de wargames qui ne sont pas près de s’en détourner grâce à son réalisme et à ses très nombreuses options de personnalisation.